# Rockdale (Wisconsin)
Rockdale – wieś w Stanach Zjednoczonych, w stanie Wisconsin, w hrabstwie Dane.